# Makrokylindrus dubius
Makrokylindrus dubius är en kräftdjursart som först beskrevs av Bonnier 1896.  Makrokylindrus dubius ingår i släktet Makrokylindrus och familjen Diastylidae. Inga underarter finns listade i Catalogue of Life.